# James City
James City é uma Região censo-designada localizada no estado norte-americano de Carolina do Norte, no Condado de Craven.

## Demografia
Segundo o censo norte-americano de 2000, a sua população era de 5420 habitantes.

## Geografia
De acordo com o United States Census Bureau tem uma área de
37,5 km², dos quais 21,5 km² cobertos por terra e 16,0 km² cobertos por água.

## Localidades na vizinhança
O diagrama seguinte representa as localidades num raio de 8 km ao redor de James City.